# Stenosphenus rufipes
Stenosphenus rufipes là một loài bọ cánh cứng trong họ Cerambycidae.